# Volksbank Leonberg-Strohgäu
Die Volksbank Leonberg-Strohgäu eG ist eine Genossenschaftsbank in Baden-Württemberg mit Sitz in Leonberg. Ihr Geschäftsgebiet erstreckt sich überwiegend auf Teile der Landkreise Böblingen und Ludwigsburg.

## Geschichte
Die Volksbank Leonberg-Strohgäu ist aus Fusionen selbstständiger Banken hervorgegangen. Diese sind nach dem Prinzip der genossenschaftlichen Idee von Hermann Schulze-Delitzsch und Friedrich Wilhelm Raiffeisen entstanden. Heutzutage steht das Finanzdienstleistungsgeschäft im Mittelpunkt, es werden Kredite vergeben und Gelder angelegt.
1975 erfolgte der Zusammenschluss der Volksbank Leonberg, der Eltinger Bank, der Raiffeisenbank Gebersheim, der Genossenschaftsbank Höfingen und der Warmbronner Bank zur Volksbank Raiffeisenbank Leonberg. Diese wurde 1986 in Volksbank Leonberg umbenannt.
1966 erfolgte der Zusammenschluss der Spar- und Darlehenskasse Rutesheim mit der Spar- und Darlehenskasse Perouse. 1970 kam es zum Zusammenschluss mit der Raiffeisenbank Friolzheim und der Raiffeisenbank Heimsheim zur Rutesheimer Bank. Diese wurde 1976 in Volksbank Rutesheim umbenannt. 1979 erfolgte der Zusammenschluss mit der Flachter Bank.
Im Jahr 2000 schlossen sich die Volksbank Leonberg, die Renninger Volksbank und die Volksbank Rutesheim zur Volksbank Region Leonberg zusammen.
1977 erfolgte der Zusammenschluss der Genossenschaftsbank Eberdingen mit der Genossenschaftsbank Heimerdingen zur Genossenschaftsbank Heimerdingen-Eberdingen. Im Jahre 1999 erfolgte die Verschmelzung der Genossenschaftsbank Heimerdingen-Eberdingen und der Ditzinger Bank mit der Münchinger Bank. Diese firmierten dann als Volksbank Strohgäu, der Hauptsitz ist in Münchingen. Die damalige Gerlinger Bank schloss sich am 21. August 2001 an die Volksbank Strohgäu an. Im Jahre 2018 fusionierte die Volksbank Strohgäu auf die Volksbank Region Leonberg. Der Firmenname der Bank änderte sich in Volksbank Leonberg-Strohgäu eG. Im Jahr 2023 wurde die Raiffeisenbank Wimsheim-Mönsheim eG auf die Volksbank Leonberg-Strohgäu eG verschmolzen.

### Volksbank Leonberg
Am 20. Januar 1867 wurde die „Gewerbebank Leonberg“ im Gasthaus Hirsch mit 74 Unterschriften gegründet. Mitglieder kamen aus dem Querschnitt des Leonberger Gewerbes und bestanden aus Handwerkern, Kaufleuten, Geschäftsinhabern, Gastwirten, Ökonomen und aus dem Rathaus. Der Grundgedanke war, in der Region Gelder von Mitgliedern für eine sichere Anlage einzusammeln. Diese Gelder sollten wiederum anderen Eigentümern der Genossenschaft als Kredite für unternehmerische Aktivitäten ausgeliehen werden. 1939 wurde die Bank in Volksbank Leonberg umbenannt.

### Eltinger Bank
Am 19. April 1914 wurde der Darlehenskassenverein Eltingen von 96 Männern und 1 Frau im Kronensaal in Eltingen gegründet. Schultheiß Friedrich Claß wurde Vorsitzender und Pfarrer Ludwig Sproeßer Vorsitzender des Aufsichtsrats. 1940 firmierte die Bank neu als Spar- und Darlehenskasse Eltingen. 1959 wurde die Bank in Eltinger Bank umbenannt. 1961 wurde ein neues Bankgebäude bezogen.

### Raiffeisenbank Gebersheim
44 Gebersheimer Bürger, Bauern und Handwerker gründeten am 21. März 1925 im Rathaussaal den Darlehenskassenverein Gebersheim. Schultheiß Gotthilf Bolay übernahm den Vorsitz. Friedrich Epple wurde Vorsitzender des Aufsichtsrats. 1935 wurde in Spar- und Darlehenskasse Gebersheim umfirmiert. 1966 wurde die Bank in Raiffeisenbank Gebersheim umbenannt.

### Genossenschaftsbank Höfingen
36 Höfinger Bürger, Bauern und Handwerker gründeten am 20. April 1895 im Rathaussaal den Darlehenskassenverein Höfingen. Der Gemeinderat Wilhelm Klink wurde zum Vorsitzenden gewählt, der Pfarrer Rudolf Dorner zum Vorsitzenden des Aufsichtsrats. Die Bank wurde in den 30er Jahren in Spar- und Darlehenskasse Höfingen umbenannt. 1958 wurde in Genossenschaftsbank Höfingen umfirmiert.

### Warmbronner Bank
Am 13. Juli 1913 wurde im Grünen Baum von 67 Bürgern der Darlehenskassenverein Warmbronn gegründet. Vorsitzender wurde Christian Glazle. Den Vorsitz des Aufsichtsrats übernahm Pfarrer Friedrich Englert. 1940 wurde die Bank in Spar- und Darlehenskasse Warmbronn umbenannt. Seit 1965 firmierte die Bank als Warmbronner Bank.

### Volksbank Rutesheim
1976 wurde die Rutesheimer Bank in Volksbank Rutesheim umbenannt. Bevor die Bank Rutesheimer Bank hieß, firmierte sie als Spar- und Darlehenskasse Rutesheim.

### Spar- und Darlehenskasse Perouse
1888 wurde die Spar- und Darlehenskasse Perouse gegründet.

### Raiffeisenbank Friolzheim
Die 1909 von 54 Bürgern in Friolzheim gegründete Darlehenskasse firmierte zuletzt als Raiffeisenbank Friolzheim.

### Raiffeisenbank Heimsheim
Die in Heimsheim gegründete Bank firmierte zuletzt als Raiffeisenbank Heimsheim.

### Flachter Bank
die in Flacht gegründete Bank firmierte zuletzt als Flachter Bank.

### Renninger Volksbank
Die Renninger Bank wurde 1975 in Renninger Volksbank umbenannt.

### Gerlinger Bank
In Gerlingen wurde am 14. Mai 1888 ein Darlehenskassen-Verein gegründet. Ziel war es alle Geldgeschäfte vor Ort zu erledigen und den Mitgliedern günstige Darlehen zur Verfügung zu stellen. Gerlingen zählte 1.940 Einwohner, davon arbeiteten 209 als Landwirte und waren damit potenzielle Nutznießer des Vereinsangebots. Der Darlehenskassen-Verein entwickelte sich rasch zu einer Universalgenossenschaft, die auch den günstigen Einkauf von Waren und Maschinen förderte.

### Münchinger Bank
Am 11. April 1895 gründeten 29 Münchinger Landwirte und Handwerker den Darlehenskassenverein Münchingen im Rathaussaal. In der früheren Milchgenossenschaft wurden die ersten Bankräume angemietet. 1935 benannte sich der Darlehenskassenverein in Spar- und Darlehenskasse Münchingen um. 1955 wurde daraus dann die Münchinger Bank eG. Sie zählte 398 Mitglieder und hatte eine Bilanzsumme von 1,5 Mio. DM. In den folgenden 16 Jahren hat sich das Geschäftsvolumen verfünffacht. 1994 gehörte die Münchinger Bank eG mit 280 Mio. DM Geschäftsvolumen zu den 100 größten Genossenschaftsbanken in Württemberg.

### Genossenschaftsbank Heimerdingen
In Heimerdingen wurde am 6. Februar 1899 die Genossenschaftsbank Heimerdingen eG gegründet. Nahezu 50 Jahre wurde der Geschäftsbetrieb in der Stube des Rechners abgewickelt. Im Jahre 1957 wurde zusammen mit der Milchgenossenschaft das Gebäude in der Hausgasse erbaut. Die Genossenschaft war auch auf anderen Gebieten tätig. Es wurden Sämaschinen, eine Wiesenwalze und Scheibenegge zur gemeinsamen Benutzung angeschafft. Im Oktober 1983 bezog die Bank in Heimerdingen neue, moderne Räumlichkeiten in der Hausgasse.

### Genossenschaftsbank Eberdingen
Die Genossenschaftsgründung in Eberdingen erfolgte am 22. Mai 1903. Bereits 1874 wurde jedoch der erste Spar- und „Creditorenverein“ gegründet. Dieser wurde allerdings 1881 aufgrund der Gründung der Oberamtssparkasse wieder aufgelöst. Der wesentliche Gründungszweck der Darlehenskasse in Eberdingen war neben den Bank- und Kassengeschäften jedoch der Handel und die Vermittlung von landwirtschaftlichen Bedarfsgütern. 1964 wurde das heutige Bankgebäude in der Hochdorfer Straße errichtet.

### Ditzinger Bank
Die Ditzinger Bank wurde am 2. Februar 1895 unter dem Vorsitz des damaligen Schultheißen Stähle als Darlehnskassenverein gegründet und am 16. September 1897 ins Handelsregister eingetragen. 1929 änderte sie den Namen in Ditzinger Bank. Die Weltwirtschaftskrise überstand sie weitgehend unbeschadet. Als sich im Zuge des wirtschaftlichen Aufschwungs der 1950er Jahre die bisherigen Geschäftsräume in der Gerlinger Straße als zu klein erwiesen, ließ die Bank 1956/57 ein neues Gebäude in der Weilimdorfer Straße errichten, das am 6. Juli 1957 seiner Bestimmung übergeben wurde. 1969 wurde in der Marktstraße 17 eine weitere Zweigstelle eröffnet.

### Raiffeisenbank Wimsheim-Mönsheim
Der Darlehenskassenverein Wimsheim wurde 1893 durch 25 Mitglieder gegründet. 9 Jahre später wurde die Bank in Mönsheim gegründet. Beide Banken fusionierten 1979 zur Raiffeisenbank Wimsheim-Mönsheim eG.

## Zahlen und Fakten
Ende 2024 hat die Bank 33.435 Mitglieder. In den 13 Geschäftsstellen (ohne SB-Stellen) arbeiten mehr als 200 Mitarbeiter.
| Bilanzsumme             | 1.855,7 Mio. Euro |
| Kundenkredite           | 996,1 Mio. Euro   |
| Kundeneinlagen          | 1.546,1 Mio. Euro |
| Zinsüberschuss          | 25,7 Mio. Euro    |
| Provisionsüberschuss    | 11,1 Mio. Euro    |
| Verwaltungsaufwendungen | 24,7 Mio. Euro    |
| Ergebnis vor Steuern    | 7,8 Mio. Euro     |
| Steueraufwand           | 2,7 Mio. Euro     |
| Jahresüberschuss        | 1,1 Mio. Euro     |